# Calvaire Cemetery
Le cimetière « Calvaire Cemetery » est un des trois cimetières militaires de la Première Guerre mondiale situés sur le territoire de la commune de Montbrehain, Aisne. Les deux autres sont Higt Tree Cemetery, situé non loin de la ferme de l'Arbre-Haut, et Montbrehain British Cemetery situé route de Fontaine-Uterte.

## Localisation
Ce cimetière est situé à l'intérieur du village, au nord-ouest, rue du cimetière près du calvaire.

## Histoire

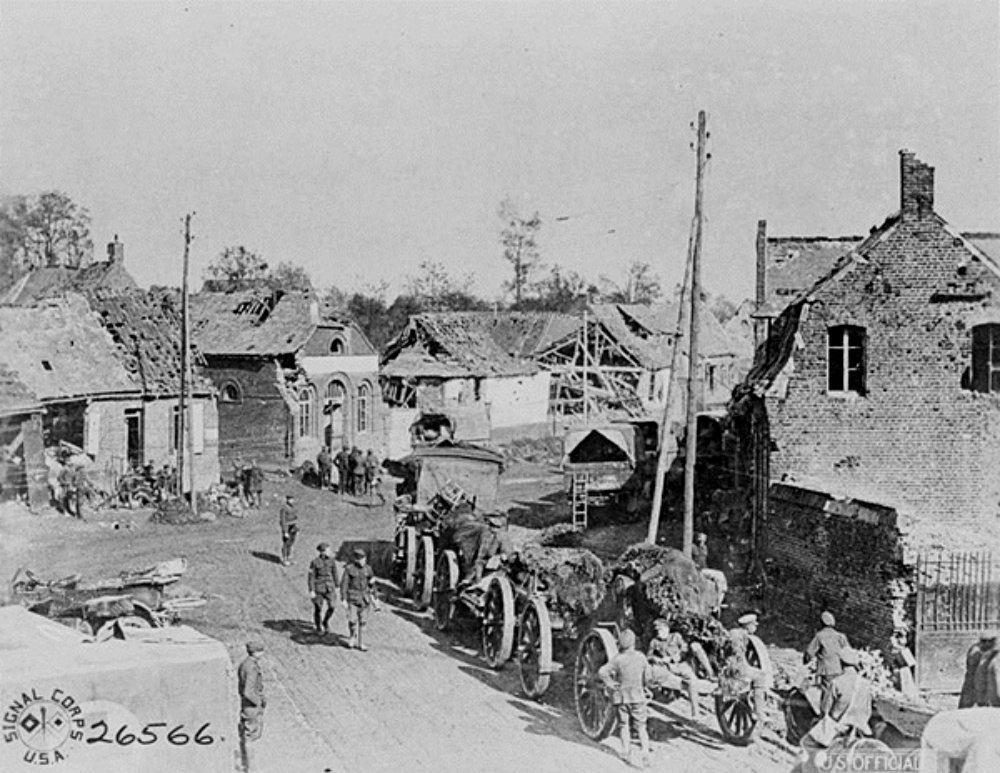
Troupes australo-britanniques dans Montbrehain après la prise du village les 5 et 6 octobre 1918.

Occupé dès la fin août 1914 par les troupes allemandes, Montbrehain est resté loin des combats jusqu'en octobre 1918. Le village de fut pris le 3 octobre 1918, par trois bataillons du Royaume-Uni des Sherwood Foresters de la 46e division ; mais, accablés par les bombardements allemands, les soldats britanniques ne purent tenir l'endroit. Le village fut finalement capturé deux jours plus tard, le 5 octobre 1918, par les 21e et 24e bataillons d'infanterie australiens, au prix d'une cinquantaine de morts alliés.
C'est la dernière action impliquant l'infanterie australienne sur le front occidental pendant la Première Guerre mondiale. Après la rupture de la ligne Hindenburg, l'attaque de Montbrehain, le 5 octobre 1918, représentait une tentative d'enfreindre le système complexe des défenses allemandes basé sur le système de ligne de tranchées de Beaurevoir. Avançant tôt le matin du 5 octobre, la 6e brigade AIF réussit à occuper le village et prit ainsi 400 prisonniers allemands. Cette bataille de Montbrehain fit 430 victimes australiennes,.

## Caractéristiques
Ce cimetière contient les tombes de 76 victimes de la Première Guerre mondiale : 34 soldats britanniques et 42 soldats australiens.

## Galerie

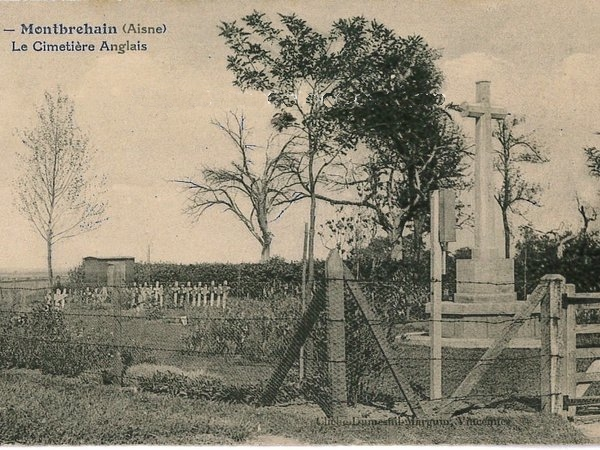
Le cimetière du calvaire provisoire vers 1920.
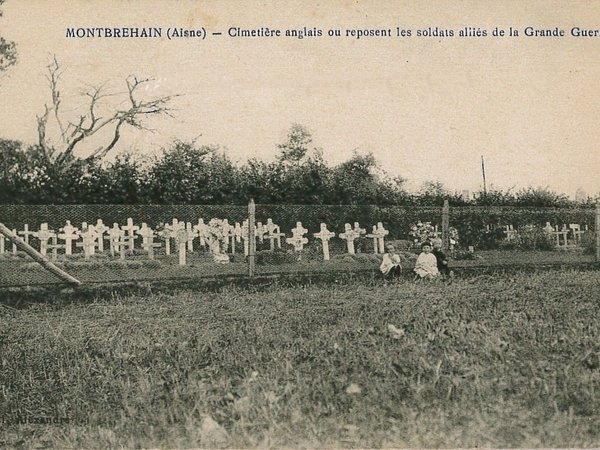
Le cimetière du calvaire provisoire vers 1920.
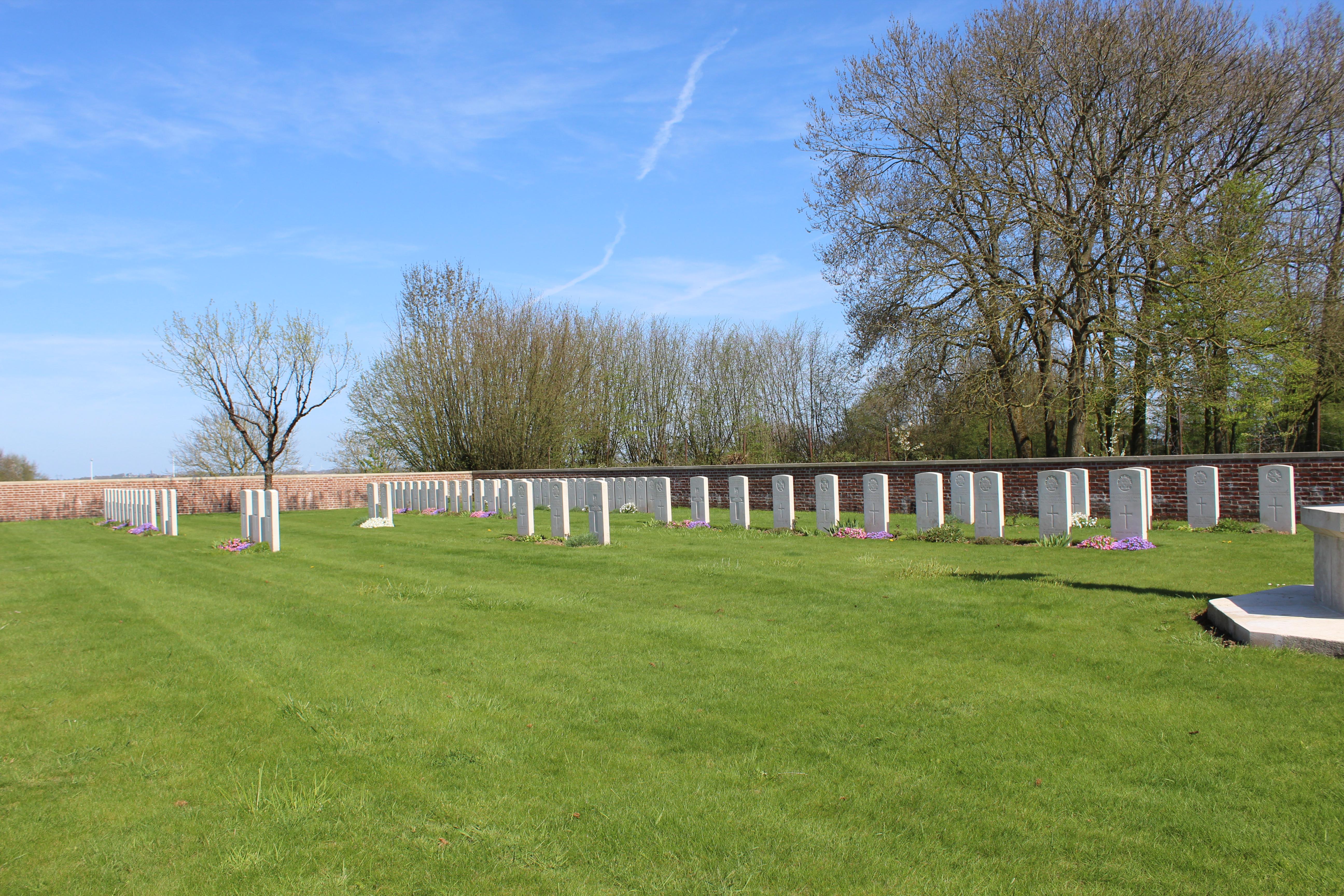
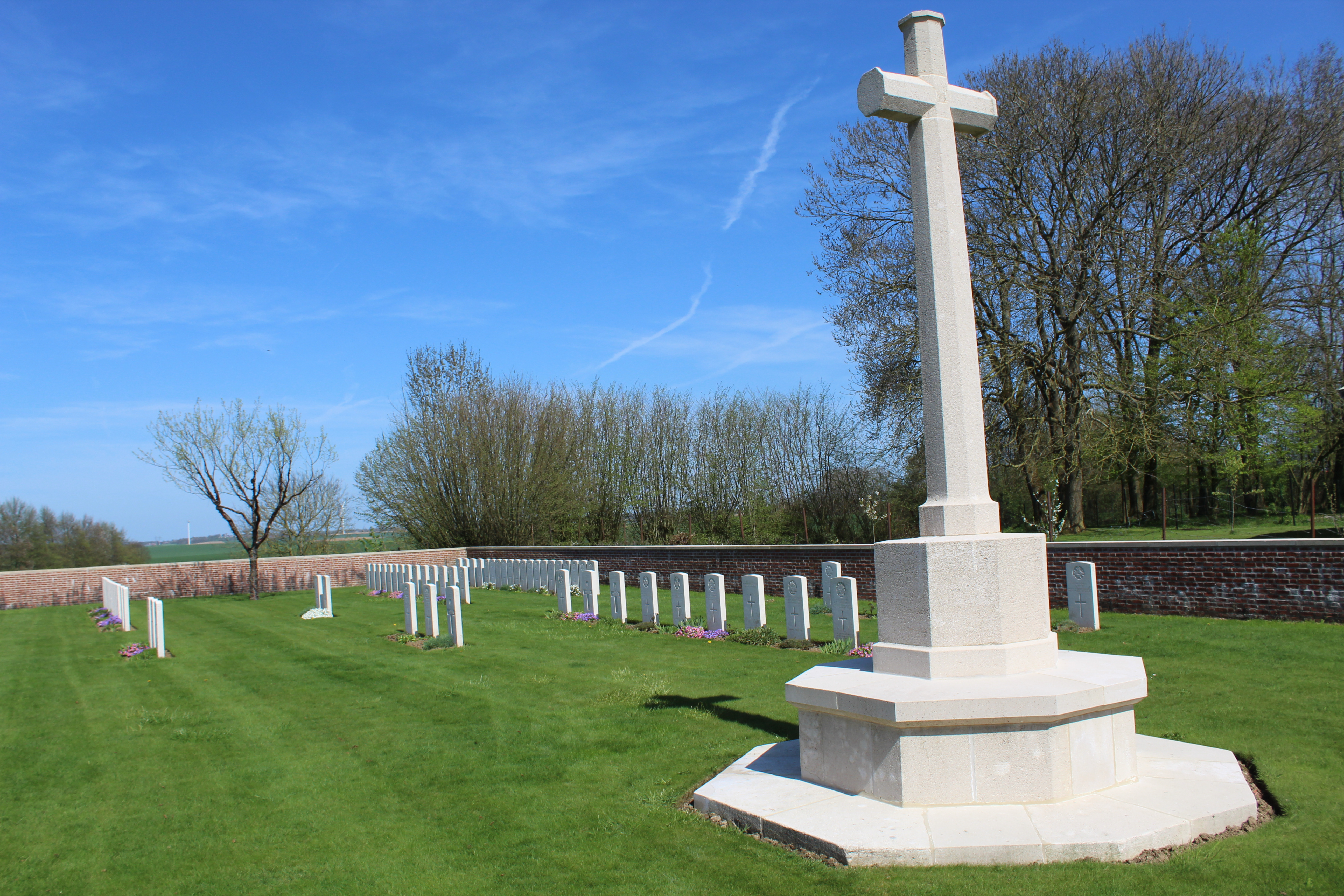
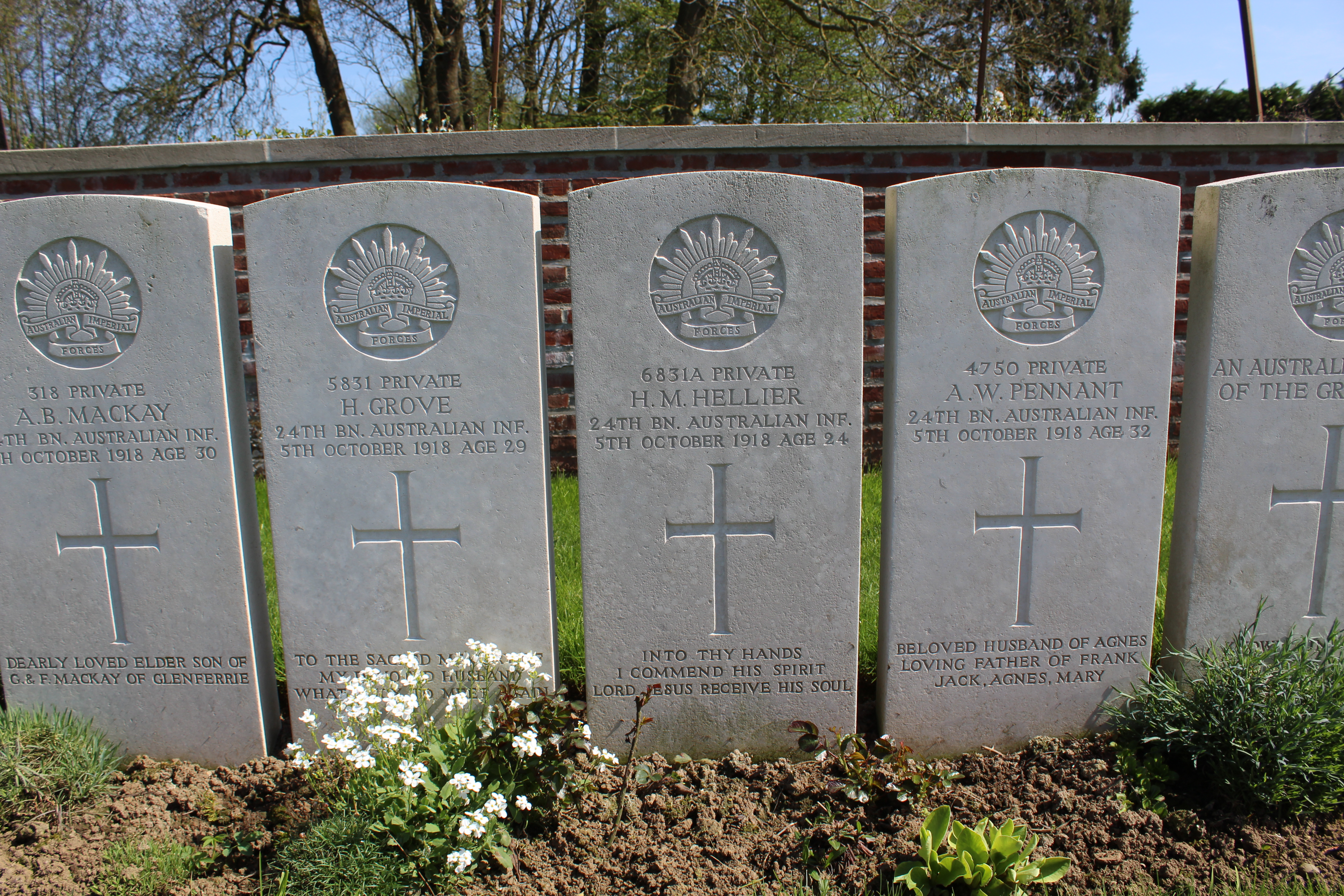
Tombes de soldats du 24è Bataillon d'infanterie australienne.

## Victimes
| Pays        | Tombes |
| ----------- | ------ |
| Royaume-Uni | 34     |
| Australie   | 42     |
| Total       | 76     |

## Centenaire de la libération de Montbrehain
Le vendredi 5 octobre 2018, soit 100 ans jour pour jour après la libération du village, une importante cérémonie a eu lieu dans ce cimetière en présence de Mr l'Ambassadeur d'Australie, de personnalités locales, des autorités militaires françaises et australiennes ainsi que de nombreux Australiens et descendants de soldats.

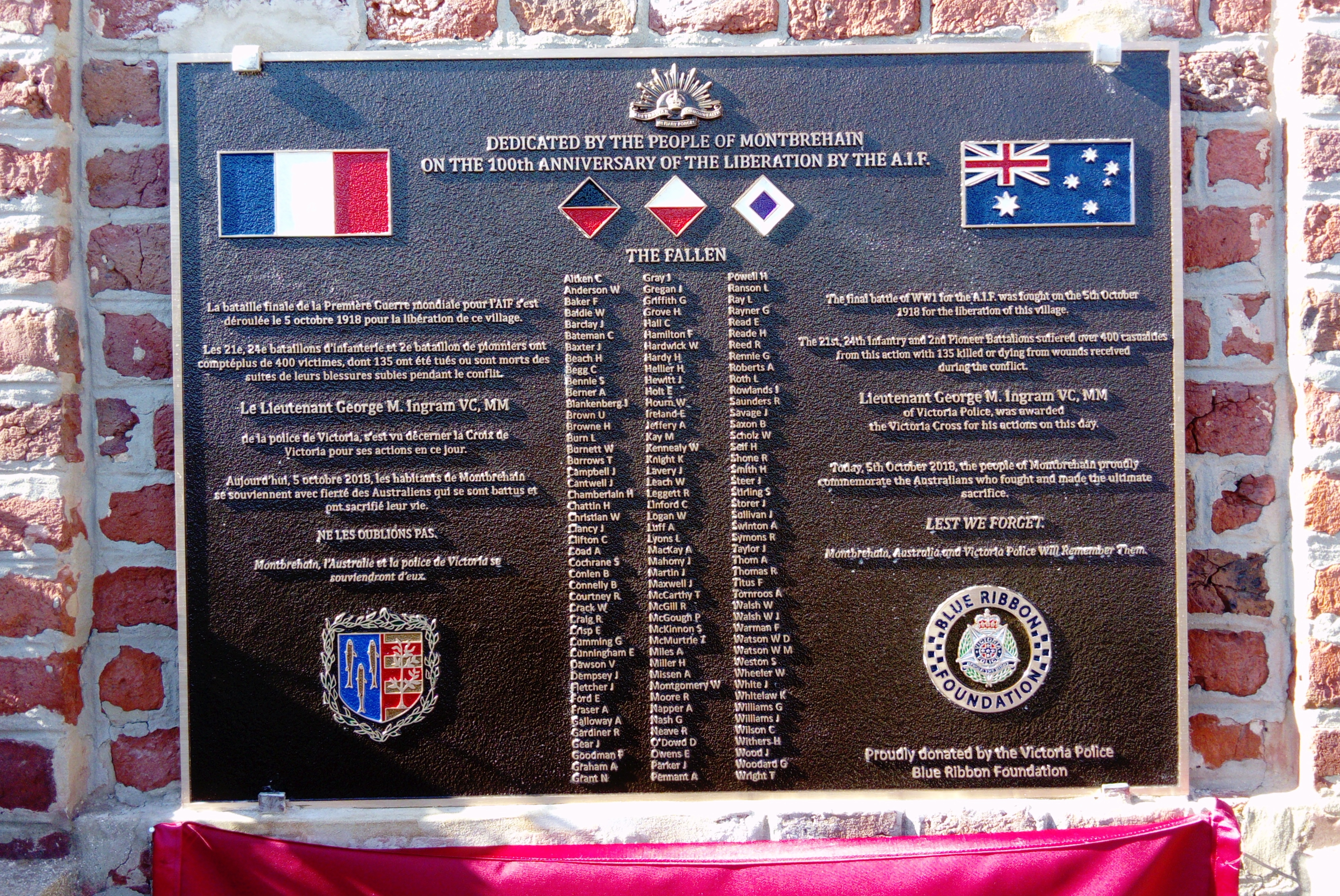
Plaque commémorative inaugurée ce jour-là.
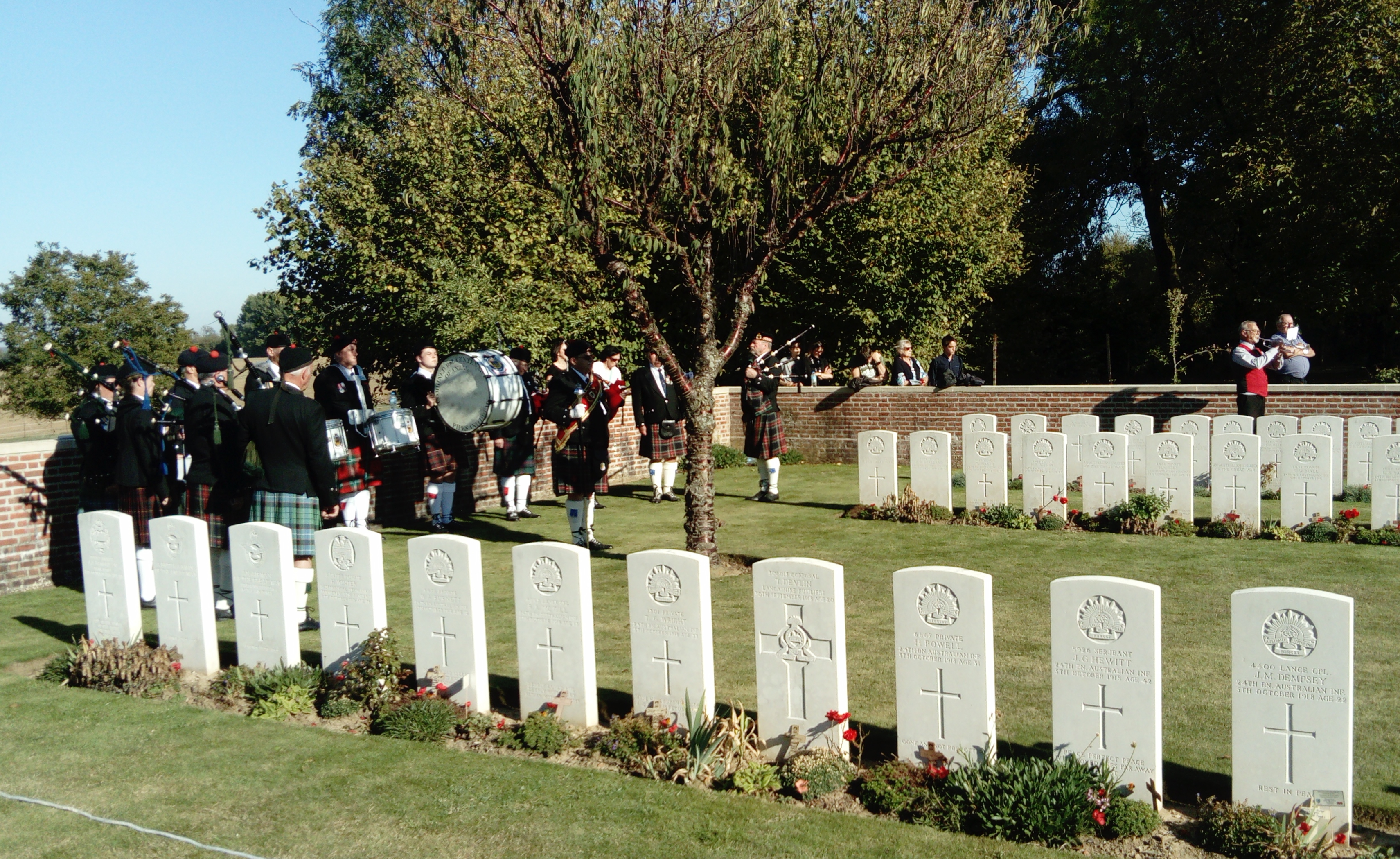
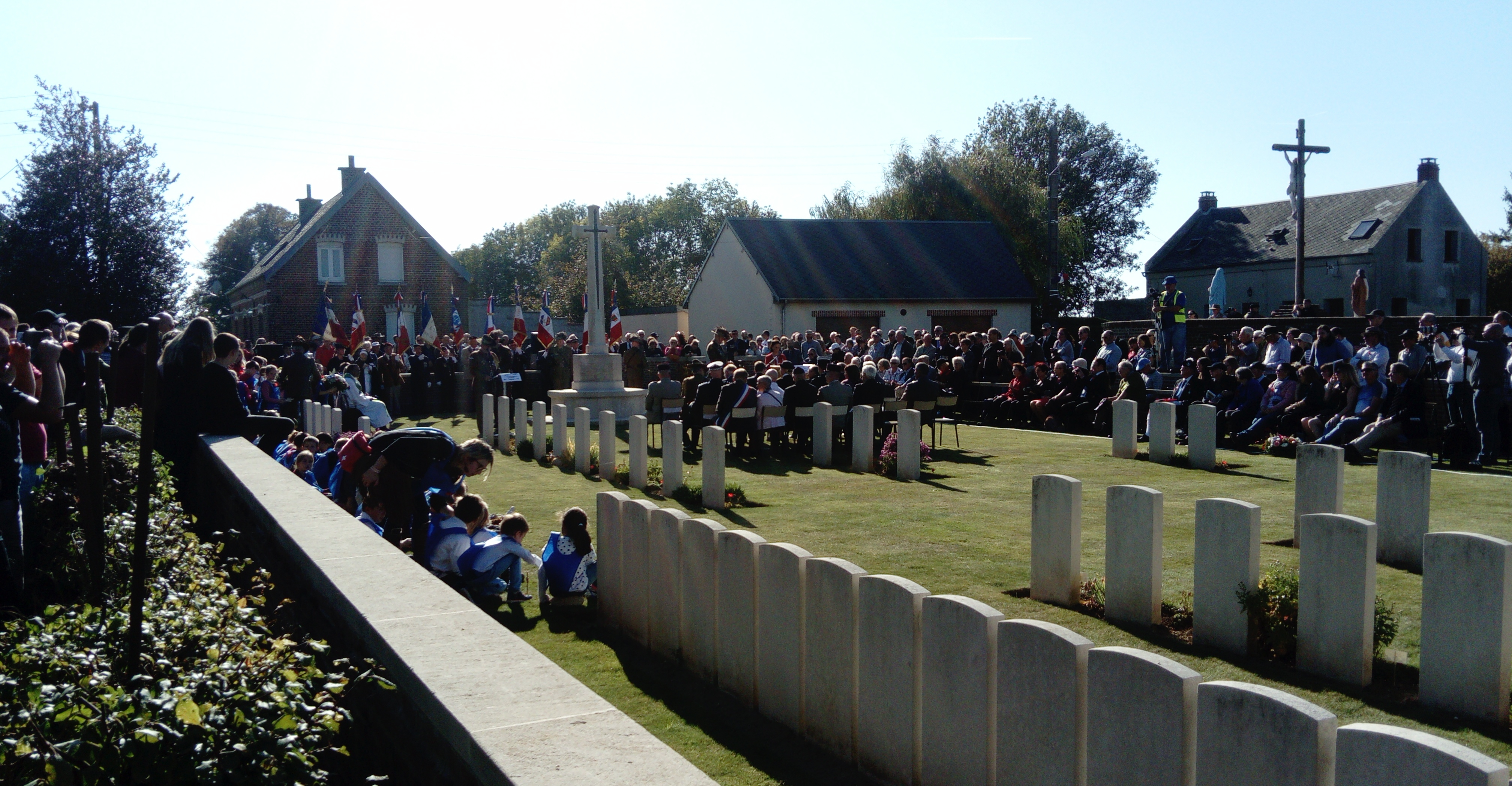
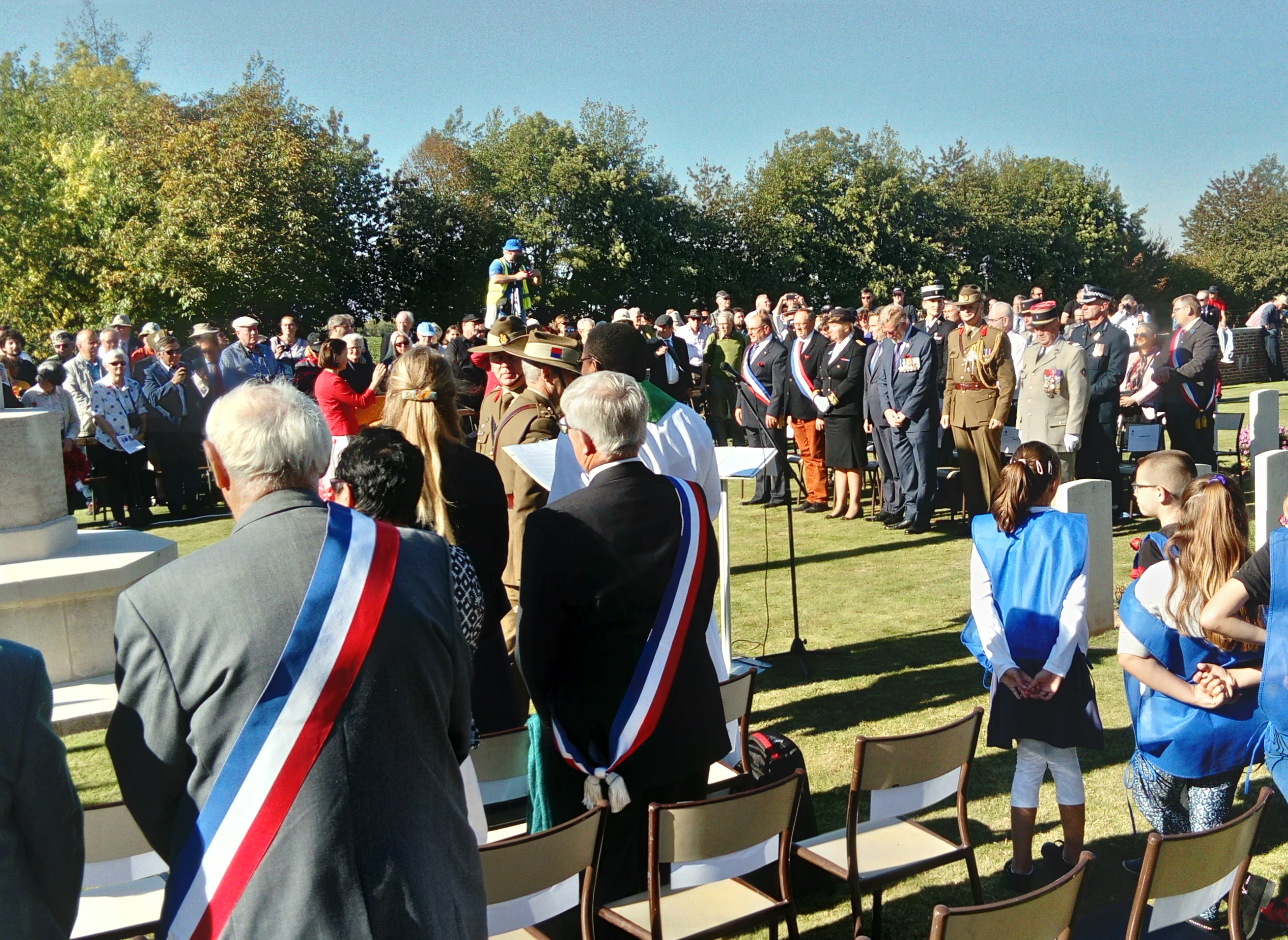
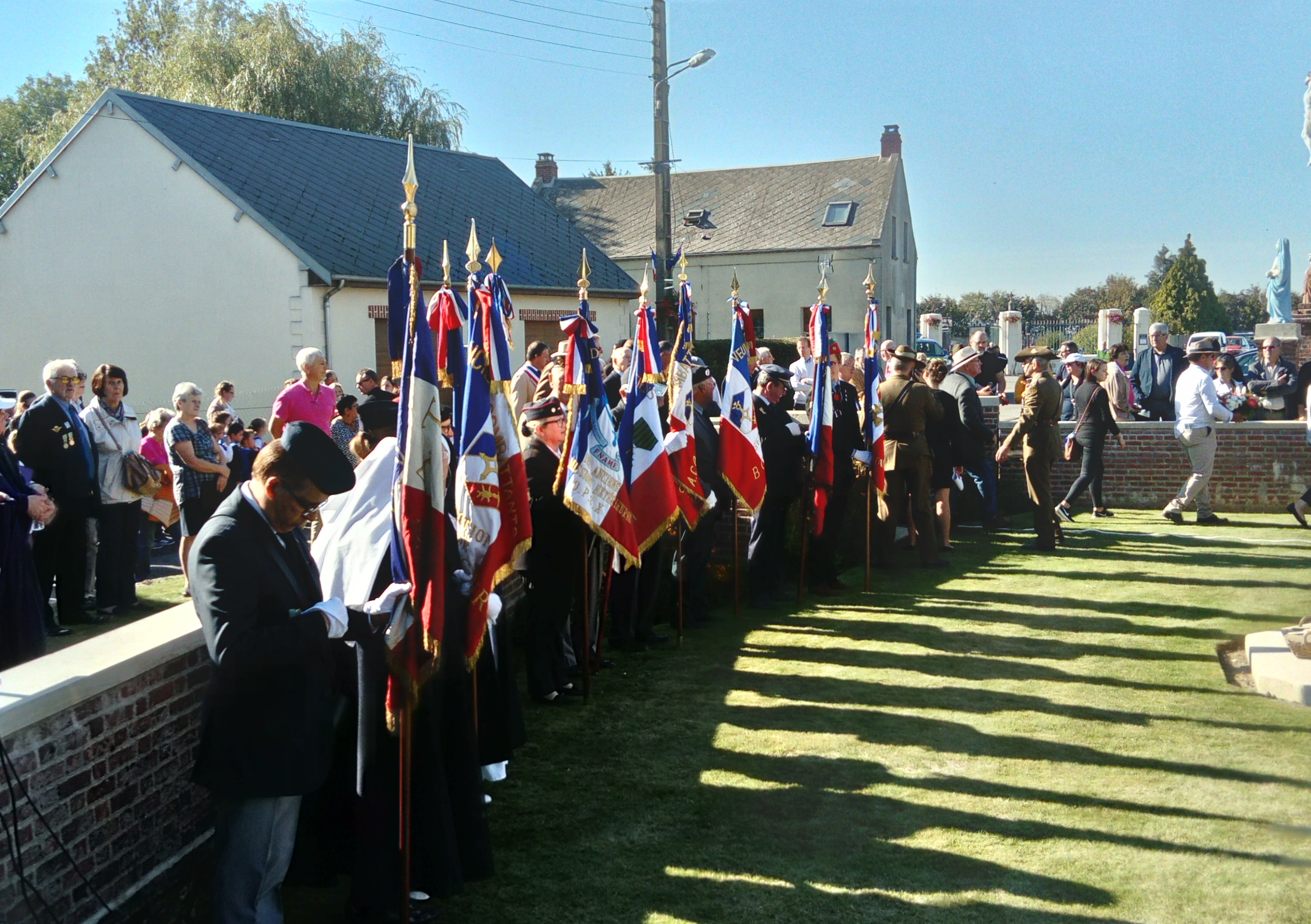
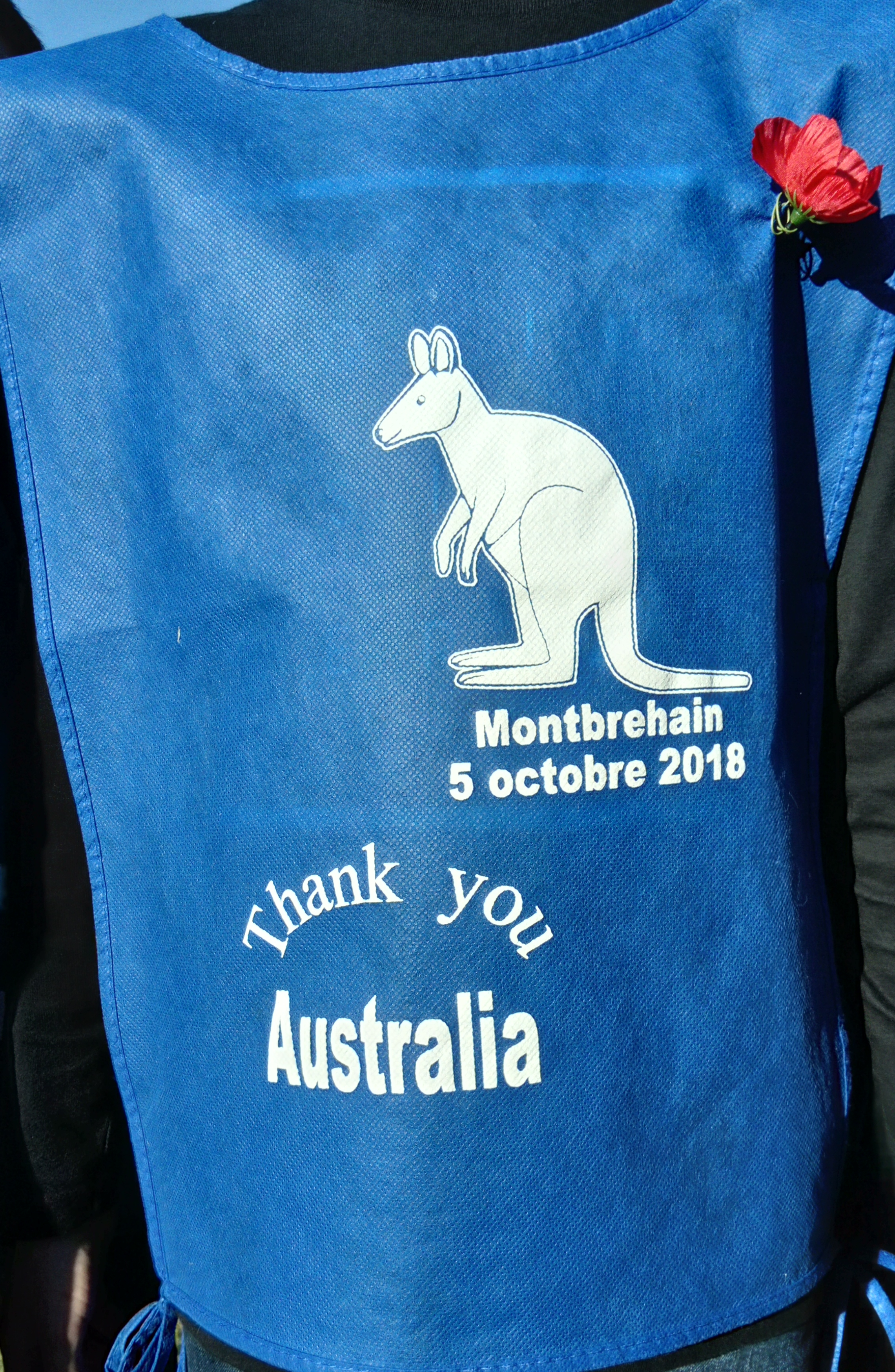
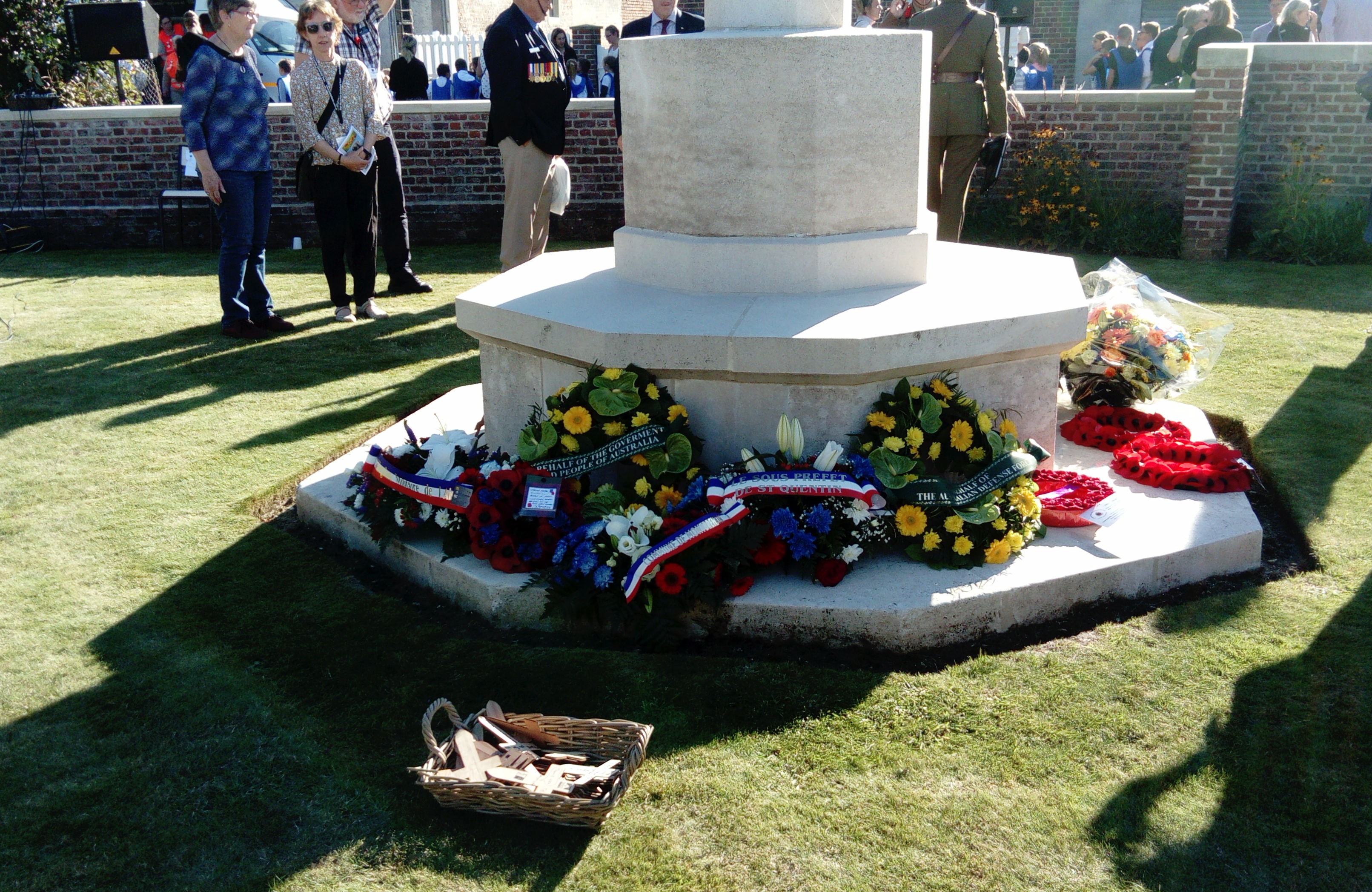